# Actias seitzi
Actias seitzi är en fjärilsart som beskrevs av Kalis. 1934. Actias seitzi ingår i släktet månspinnare, och familjen påfågelspinnare. Inga underarter finns listade i Catalogue of Life.